# Palácio da Cultura Sônia Cabral
O Palácio da Cultura Sônia Cabral é um teatro localizado no Centro Histórico da cidade de Vitória, capital do Espírito Santo.

## História
No local onde hoje está erguido o Palácio Sônia Cabral, havia uma igreja dedicada à Nossa Senhora da Misericórdia. Esta que fora erguida no ano de 1606. A demolição do templo religioso se deu durante o governo de Jerônimo Monteiro, época em que a capital capixaba passou por mudanças urbanas significativas. 
Com isso, em 1910 iniciou-se a construção do pequeno palácio Sônia Cabral. Este, antigamente, era a sede da Assembléia Legislativa do Espírito Santo. O projeto do novo edifício ficou a cargo do arquiteto italiano André Carloni, tendo sido inaugurado em 1912. Cabe dizer que o Sr. Carloni também foi responsável pela construção do Teatro Carlos Gomes.
Inicialmente o prédio recebeu o nome de Domingos Martins em homenagem ao herói capixaba. Contudo, no ano 2000 a sede da Assembleia Legislativa foi transferida para um novo edifício maior no bairro Enseada do Suá. Assim, no dia 22 de junho de 2016 o governo do Estado entregou a população o antigo imóvel como um novo espaço cultural. O nome do palácio é uma homenagem à Sônia Cabral, pianista fundadora da Orquestra Filarmônica do Espírito Santo, atual Orquestra Sinfônica.